# 小室敬幸
小室 敬幸（こむろ たかゆき、1986年10月8日 - ）は、日本のフリーランス音楽家。音楽ライター・大学教員・ラジオDJ・映画音楽評論家として活動する。

## 来歴・活動
茨城県筑西市出身。15歳の時にストラヴィンスキーの『火の鳥』を聴いて感激し、作曲を学び始める。
東京音楽大学付属高等学校を経て、同大学作曲指揮専攻(芸術音楽コース)卒業、2014年に同大学院音楽学研究領域を修了。修士での研究テーマはマイルス・デイヴィスの電気楽器導入期(1968年～)。これまでに作曲を池辺晋一郎、糀場富美子、藤原豊、伊左治直に、ピアノを米田栄子に、指揮を時任康文に師事 。
東京音楽大学 ACT Projectのアドバイザー／情報科目のTA、和洋女子大学非常勤講師、Music Dialogue事務局を務めるほか、音楽ライターとしてクラシック音楽やジャズを中心に楽曲解説やインタビュー記事などを執筆。また、演奏会の制作、音楽理論のレッスン、レクチャー講師など、クラシック音楽に関わる仕事を幅広く手がける。
2016年10月から、インターネットラジオOTTAVAにプレゼンター(ラジオDJ)として出演。長井進之介と組んだ番組発のユニット「一番町子分(いちばんちょうこぶん)」では、作曲・編曲・シンセサイザーなどピアノ以外の楽器演奏を担当する。
四川料理のよだれ鶏をこよなく愛する。

## 著書
- コモンズ:スコラ 音楽の学校 第18巻 ピアノへの旅（2021年、アルテスパブリッシング、ISBN 978-4-86559-232-0） - 共著
- 聴かずぎらいのための吹奏楽入門（2023年、アルテスパブリッシング、ISBN 978-4-86559-279-5） - 漆畑奈月との共著

## ラジオ
- コンテンポラリー・クラシック・ステーションOTTAVA　OTTAVA Navi[6](OTTAVA株式会社、2016年10月8日 - 2018年4月14日) - プレゼンター
- コンテンポラリー・クラシック・ステーションOTTAVA　OTTAVA for You(OTTAVA株式会社、2018年2月・2019年7月) - 『不協和音を僕は恐れない』[7]『一番町子分対談：ケンバン奏者への道　そして…改名のゆくえは？』[8]プレゼンター
- コンテンポラリー・クラシック・ステーションOTTAVA　OTTAVA Salone(OTTAVA株式会社、2018年4月16日[9] - 2020年9月28日) - 月曜日プレゼンター
- TBSラジオ　荻上チキ・Session-22(株式会社TBSラジオ、2018年7月3日 - 31日) - 毎週火曜日のコーナー「Music Session」に出演[10]
- TBSラジオ　アフター6ジャンクション(TBSラジオ、2018年12月26日) - 20時台のコーナー「BEYOND THE CULTURE」にゲスト出演。特集タイトルは「私たちはまだ本当の第九を知らない」[11][12]
- コンテンポラリー・クラシック・ステーションOTTAVA　The World of OTTAVA(OTTAVA株式会社、2019年1月) - プレゼンターとして下記3本を担当
  - 『反戦のシンフォニー ～作曲家の描いた戦争～』
  - 『ブラジリアン・クラシック ～20世紀のブラジル音楽史をたどる～』
  - 『日本のシンフォニストたち ～1880-1920年代生まれの作曲家篇～』
- TBSラジオ　アフター6ジャンクション(TBSラジオ、2019年11月7日) - 20時台のコーナー「BEYOND THE CULTURE」にゲスト出演。特集タイトルは「この映画、クラシック音楽の使い方が最高だ！特集」[13]
- TBSラジオ　アフター6ジャンクション(TBSラジオ、2020年1月30日) - 20時台のコーナー「BEYOND THE CULTURE」にゲスト出演。特集タイトルは「『スターウォーズ』音楽の世界をプロが解説 by 小室敬幸」[14]
- TBSラジオ　アフター6ジャンクション(TBSラジオ、2020年5月14日) - 20時台のコーナー「BEYOND THE CULTURE」に電話でゲスト出演。特集タイトルは「アナ雪が史上最高のミュージカル映画である理由 by小室敬幸(音楽ライター)」[15]
- コンテンポラリー・クラシック・ステーションOTTAVA　OTTAVA Fresca(OTTAVA株式会社、2021年3月18日) - 長井進之介の担当回にゲスト出演
- TBSラジオ　アフター6ジャンクション(TBSラジオ、2021年3月18日) - 20時台のコーナー「BEYOND THE CULTURE」にゲスト出演。特集タイトルは「『あれもジャズ、これもジャズ！新時代のジャズっていったい何なんだ？』by 柳樂光隆 & 小室敬幸」
- TBSラジオ　アフター6ジャンクション(TBSラジオ、2021年9月14日) - 20時台のコーナー「BEYOND THE CULTURE」にゲスト出演。特集タイトルは「知ってるようで知らない？楽器『ピアノ』の歴史」
- TBSラジオ　アフター6ジャンクション(TBSラジオ、2021年12月22日) - 18時台のコーナー「カルチャートーク」にゲスト出演。特集タイトルは「2021年ベスト映画音楽」
- TBSラジオ　アフター6ジャンクション(TBSラジオ、2022年1月12日) - 20時台のコーナー「BEYOND THE CULTURE」にゲスト出演。特集タイトルは「最先端 舞台芸術としてのオペラ入門」

## 動画
- トークライブ『ほんとうはもっとすごい山田耕筰を語る！』(YouTube「naxos japan」チャンネル、2019年1月23日)[16][17] - 山田耕筰の音楽や北原白秋との交友関係について語る
- トークライブ『音楽の専門家が映画『蜜蜂と遠雷』の細部を愛でる』(YouTube「naxos japan」チャンネル、2019年11月21日)[18][19]